# هوگو گاتی
هوگو گاتی (به اسپانیایی: Hugo Gatti‎؛ ۱۹ اوت ۱۹۴۴ – ۲۰ آوریل ۲۰۲۵) بازیکن فوتبال  اهل آرژانتین بود.
از جمله باشگاه‌هایی که وی در آن‌ها بازی کرده‌است، می‌توان به ریور پلاته، بوکا جونیورز و جیمناسیا لاپلاتا اشاره کرد.
وی همچنین در تیم ملی فوتبال آرژانتین بازی کرده‌بود.